# 13579 Allodd
13579 Allodd este un asteroid din centura principală de asteroizi.

## Descriere
13579 Allodd este un asteroid din centura principală de asteroizi. A fost descoperit pe 12 iulie 1993 la Observatorul La Silla de Eric Walter Elst. El prezintă o orbită caracterizată de o semiaxă mare de 2,63 ua, o excentricitate de 0,18 și o înclinație de 9,6° în raport cu ecliptica.